# Ken Hensley
Kenneth William David Hensley (24. srpna 1945 Plumstead, South East London, Anglie – 4. listopadu 2020) byl hráč na klávesové nástroje (hlavně na Hammondovy varhany), kytarista, zpěvák, skladatel a producent, nejvíce známý jako člen britské rockové skupiny Uriah Heep během 70. let.
Podílel se na většině skladeb této skupiny, jako na hitech „Look at Yourself“, „Lady in Black“, „Easy Livin'“, „Stealin'“ a „Free Me“.

## Skupiny a obsazení

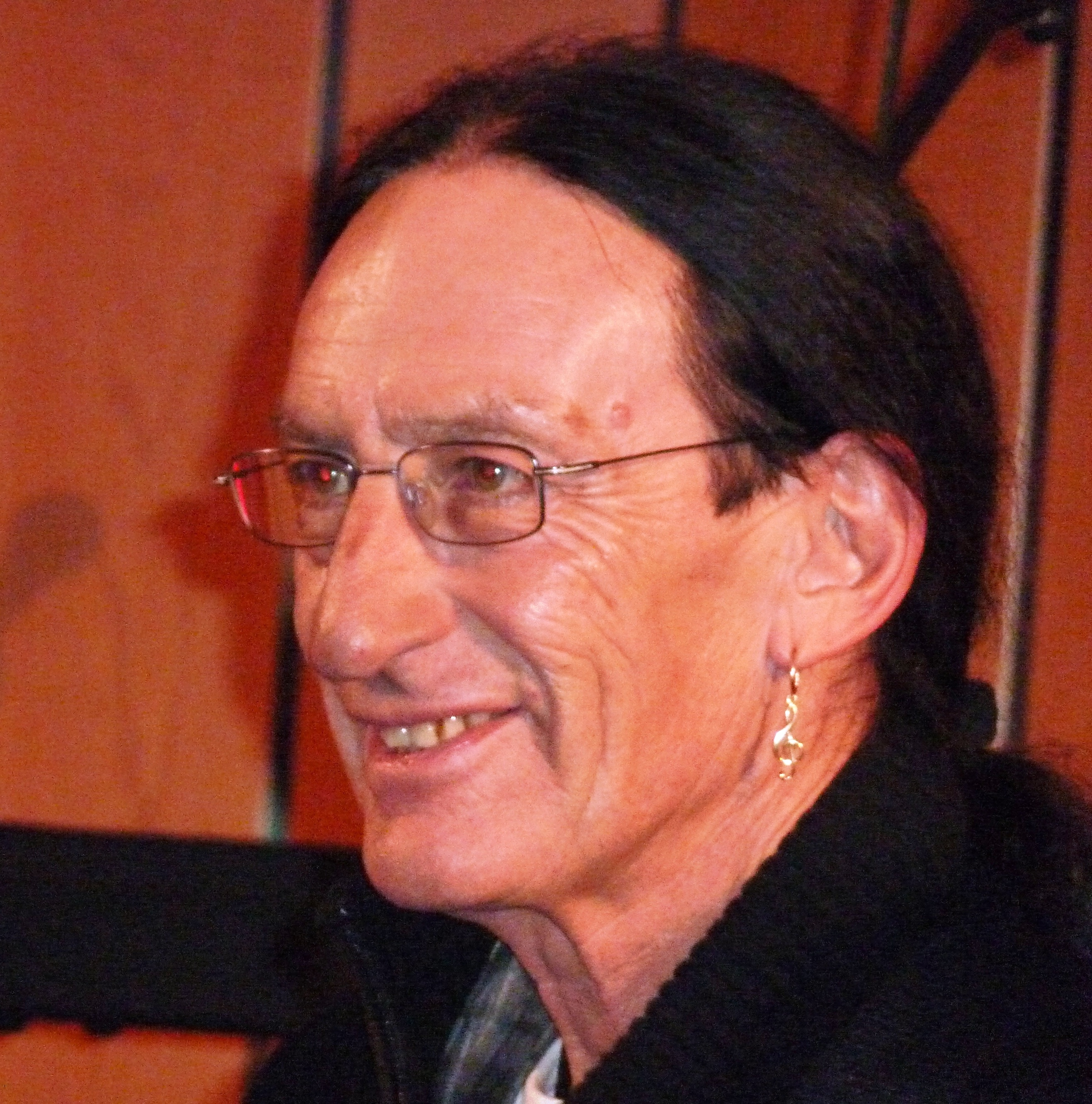
Ken Hensley v roce 2009 na the Creativity Worldforum v Ludwigsburgu

- The Gods (1965–1968) – sólový zpěv a klávesy, občas kytara
- Toe Fat (1968) – klávesy, doprovodný zpěv, občas kytara
- Head Machine (1968) – sólový zpěv, klávesy, kytara
- Uriah Heep (1969–1980) – klávesy, doprovodný a občas sólový zpěv, akustická a slide kytara, hlavní skladatel
- Weed (1971) – sólový zpěv, klávesy, kytara
- Blackfoot (1982–1985) – klávesy, zpěv, slide kytara
- W.A.S.P. (guest on 1989) – klávesy
- Hensley-Lawton Band (2000–2001) – klávesy, kytara, sólový i doprovodný zpěv
- Ken Hensley's Free Spirit (2002) – klávesy, kytara, sólový i doprovodný zpěv
- Ayreon (2004) – sólo na Hammond varhany ve skladbě „Day Sixteen: Loser“ z alba The Human Equation.
- Ken Hensley & the Live Fire (dříve Viking All-Stars Band) (2005) – klávesy, kytara a sólový zpěv
- Toni Rowland – klávesy, kytara, producent alba Unfolding (2007)

## Knihy
- When too many dreams come true – The Ken Hensley story (2006)

## Diskografie

### Sólová alba
- Proud Words On A Dusty Shelf (1973)
- Eager To Please (1975)
- Free Spirit (1980)
- The Best Of Ken Hensley (1990)
- From Time To Time (1994)
- A Glimpse Of Glory (1999)
- Ken Hensley Anthology (2000)
- Running Blind (2002)
- The Last Dance (2003)
- The Wizard's Diary – Volume 1 (2004)
- Cold Autumn Sunday (2005)
- Live Fire (DVD 2007)
- Blood on the Highway (live DVD 2008)
- Live Tales (live, 2013)
- Rare & Timeless (kompilace, 2018)
- My Book of Answers (2021)

### Ken Hensley & Live Fire
- Faster (2011)
- Live Fire LIVE (live, 2013)
- Trouble (2013)
- Live in Russia (live, 2019)